# Ray Fisher (football américain)
Pour les articles homonymes, voir Ray Fisher.
(en) Statistiques sur statscrew
Ray Fisher (né le 12 septembre 1987 à Cleveland) est un joueur américain de football américain et de football canadien.

## Enfance
Fisher étudie à la Glenville High School de Cleveland où il sort diplômé en mai 2005. Il joue dans l'équipe de football, basket-ball et athlétisme du lycée. Il est aux postes de wide receiver et defensive back sous les ordres de l'entraîneur Ted Ginn, Sr. Il manque tous les matchs de la saison 2005 à cause d'une blessure mais parcourt 1120 yards en 2004 et marque quatorze touchdowns.

## Carrière

### Université
Il débute en 2006 avec l'université de l'Indiana à Bloomington, jouant onze matchs dont un comme titulaire. Lors de cette saison, il fait vingt-quatre réceptions pour 215 yards. En 2007, il parcourt pour la première de sa carrière, plus de cent yards au cours d'un match, contre l'université du Minnesota en parcourant 134 yards et marquant deux touchdowns contre l'université d'État de Ball. Il termine la saison 2007 avec quarante-deux réceptions pour 482 yards quatre touchdowns. Il reçoit quarante-deux ballons en 2008 pour 373 yards et cinq touchdowns. 
Pour sa dernière saison, il est changé de poste et prend celui de cornerback mais devient aussi punt returner et kick returner. Il joue huit matchs dont six comme titulaire et rate les derniers matchs de la saison à cause d'une blessure subie contre l'université de l'Iowa. Il reçoit une mention honorable de la conférence Big Ten après avoir fait quarante tacles, une provocation de fumble et un récupéré au poste de cornerback ainsi que sur dix-sept coups d'envoi, il parcourt 635 yards (moyenne de 37,4 yards par ballon) et deux touchdowns. Il devient le second kick returner de l'histoire de l'université de l'Indiana à marquer deux touchdowns sur des kick return après le running back Marcus Thigpen. Il devient le leader de la moyenne de yards parcourus sur des kick return de la FBS.

### Professionnel
Ray est sélectionné au septième tour du draft de la NFL de 2010 par les Colts d'Indianapolis. Il n'est pas retenu dans l'effectif final pour la saison 2010 et libéré le 4 septembre 2010.
En 2011, il signe avec les Eskimos d'Edmonton, évoluant dans la Ligue canadienne de football.